# Românul de la Pind

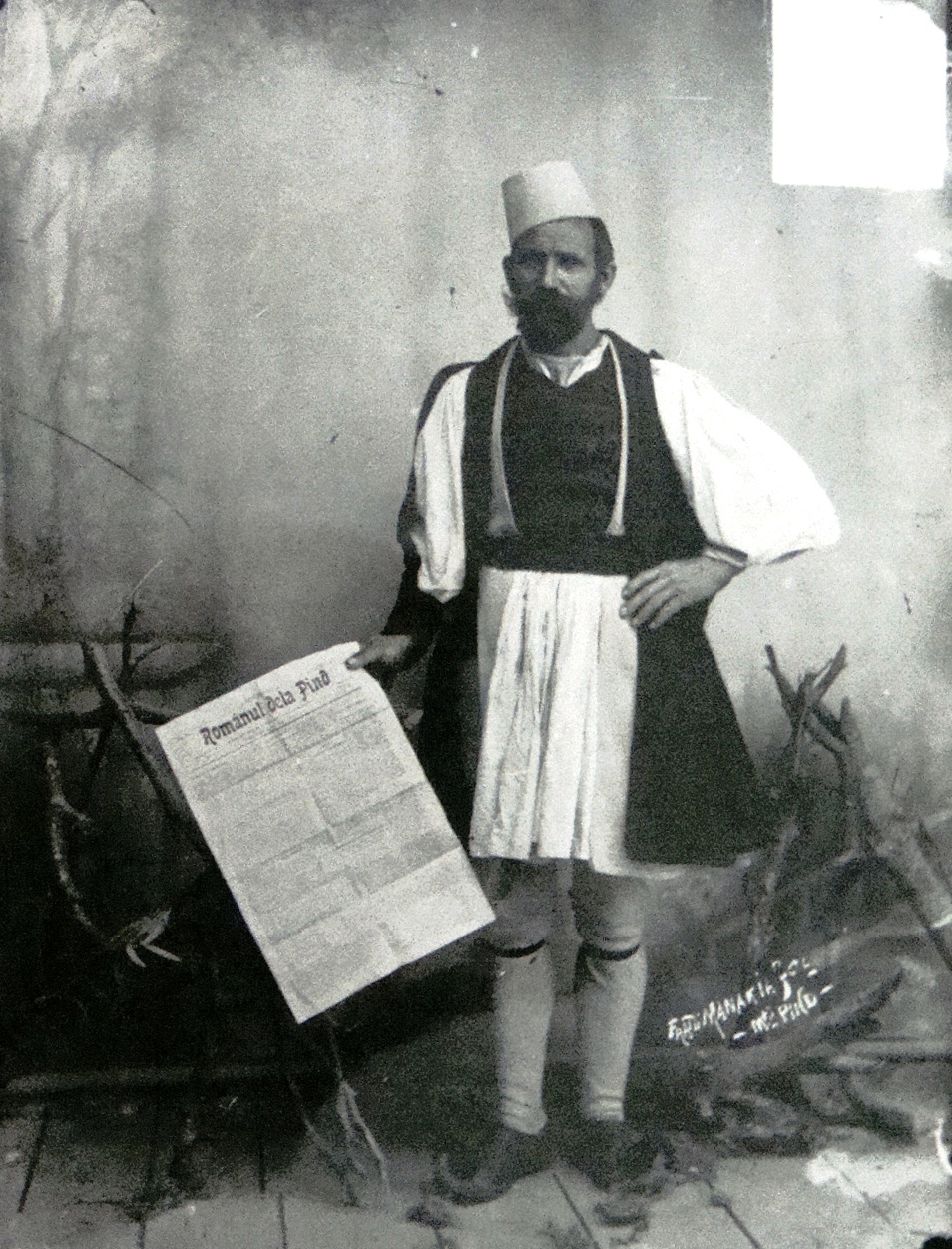
Voievodul aromân al cu un număr al ziarului Românul de la Pind, Ioannina, 1909. Foto: Frații Manakia.

Românul de la Pind a fost un săptămânal⁠(d) românesc destinat populației aromâne de la sudul Dunării. A fost fondat la 10 martie 1903, sub titlul Reforme, în orașul București, capitala României, de către activistul cultural aromân Nicolae Batzaria, care îndeplinea funcția de director al ziarului, în colaborare cu un grup de aromâni din Imperiul Otoman. Titlul ziarului a devenit Românul de la Pind la 26 mai 1903.

## Istoric
Ziarul a început să apară la 10 martie 1903 sub titlul Reforme ca „organ național al românilor din dreapta Dunării”. Primele numere ale ziarului, apărute în martie și aprilie 1903, au fost redactate de un comitet anonim într-un format mare, cu patru pagini, dintre care ultima conținea reclame. În această perioadă, editorii au cerut realizarea de reforme pentru protejarea populației românești de la sudul Dunării. Ziarul a apărut începând de la 26 mai 1903 (nr. 12) cu titlul Românul de la Pind, dezvăluind că este condus de un grup de intelectuali aromâni din Imperiul Otoman. Articolele din ziar au început să fie semnate în anul 1904 de către unii redactori ca Batzaria, profesorul aromân Ion Arginteanu⁠(d) și scriitorii aromâni Marcu Beza și Nicolae Velo. Alți redactori ai ziarului de-a lungul existenței sale au fost poetul aromân și autorul imnului aromân Constantin Belimace și istoricul și profesorul meglenoromân Constantin Noe. Formatul ziarului a fost mărit în anul 1905, odată cu apariția nr. 137.
Românul de la Pind a fuzionat în perioada 25 septembrie 1905 – 17 septembrie 1906 cu Revista Macedoniei⁠(d), publicație editată de Societatea Culturală Macedo-Română, revenind, după încetarea apariției acesteia din urmă la sfârșitul anului 1906, la vechea titulatură. N. C. Furca a devenit administrator al ziarului la 25 noiembrie 1907 și apoi, la 10 mai 1909, i-a succedat lui Batzaria în funcția de director. Pe frontispiciul publicației a fost făcută în perioada 26 iunie – 20 noiembrie 1911 următoarea mențiune: „Sub direcțiunea politică a unui comitet de fruntași intelectuali din Turcia”.
Ziarul nu a fost subvenționat de statul român, așa că a trebuit să fie finanțat prin plata abonamentelor⁠(d). Dacă o persoană cumpăra trei numere consecutive, era considerată ca abonată la ziar. Românul de la Pind și-a încetat apariția la 25 noiembrie 1912, după declanșarea Primului Război Balcanic. A fost cel mai longeviv ziar redactat de aromâni și despre aromâni până la începerea celui de-al Doilea Război Mondial.

## Orientare
Având un caracter naționalist, Românul de la Pind pretindea că este un ziar „pentru românii din dreapta Dunării”, adică pentru aromâni și membrii altor grupuri etnice românofone, pe care ziarul îi considera etnici români. El a fost o publicație preponderent politică, concentrată permanent pe problema drepturilor minoritare⁠(d) ale aromânilor și pe conflictele interetnice violente din Peninsula Balcanică.
Românul de la Pind a avut o atitudine marcant antigreacă⁠(d) și a avut polemici mai ales cu publicațiile grecești. A condamnat acțiunile grecești împotriva instituțiilor aromâne din Malovište (Mulovishti), referindu-se la greci drept un dușman „perfid” și „neomenos”. Ziarul a folosit o vreme faimosul motto Timeo Danaos et dona ferentes⁠(d) („Teme-te de greci chiar și când îți aduc daruri”), care a fost schimbat în anul 1911 cu Prin noi, pentru noi. Un exemplu al orientării sale antigrecești este articolul „Asaltul dușmanului”, apărut în numărul 12 din 26 mai 1903, în care scria:
| “ | Inima fiecărui român ar trebui să simtă, ar trebui să se revolte de infamiile și nelegiuirile neomenosului Fanariot, perfidului grecoteiu, din partea cărora cetățuia românească din Pind este asaltată cu furie infernală. Cele petrecute la Moloviște ne fac să ne temem pentru bana (viața) noastră. Grecoteii vor să ne distrugă puținele biserici în care se aude graiul nostru și pe urmă are să le fie ușor să ne răpească și școalele. Biserica este piatra de la temelie pentru viața unei națiuni, mai ales pentru un popor evlavios. Ei, grecoteii, caută să ne lipsească de mica pietricică, de care mișcarea noastră națională se bucură în Balcani. | ” |

În acea perioadă, publicul român era foarte interesat de soarta aromânilor și a susținut într-o măsură semnificativă lupta lor comună pentru autonomie cu comitagiii bulgari. Contrar atitudinii publicului, conducătorii guvernului român s-au străduit să creeze o opinie negativă asupra Bulgariei prin intermediul unor comunicate politice. Printre cei mai populari revoluționari aromâni de la începutul secolului al XX-lea s-au numărat Pitu Guli, Mitri Vlahu, Alexandru Coșca⁠(d) și Gheorghe Mucitani⁠(d).
Ziarul a protejat interesele aromânilor din Imperiul Otoman și în special al celor din Macedonia. Poziția ziarului era că populația aromână din Macedonia nu este amenințată de bulgarizare⁠(d), cu excepția unui număr nesemnificativ de nomazi vlahi, iar din acest motiv adepții aromâni ai propaganda românești din Macedonia și partizanii bulgari ai Organizației Revoluționare Interne Macedonia-Adrianopol⁠(d) (VMORO) erau aliați firești în lupta pentru obținerea autonomiei Macedoniei⁠(d). Redactorii publicației considerau că organizația paramilitară bulgară lupta corect în această direcție, în timp ce organizația paramilitară greacă era un instrument al Greciei pentru elenizarea⁠(d) regiunii.